# Périgord noir (film)
Pour plus de détails, voir Fiche technique et Distribution.
Périgord noir est un film français réalisé par Nicolas Ribowski et sorti en 1989.

## Synopsis
Quelque part en Afrique, une bananeraie est en liquidation, et tous les villageois qui y travaillaient sont au chômage. Adiza, ayant fait ses études en France, est chargée de trouver une solution. Elle se fabrique un nouveau père, qui se révèle être un paysan d'un petit village de Dordogne. Une partie des villageois débarque alors dans le Périgord.

## Fiche technique
- Réalisation : Nicolas Ribowski
- Scénario : Philippe Conil
- Producteur : Joëlle Bellon
- Sociétés de production : Capricorne Production, La Générale d'Images
- Société de distribution : UGC
- Musique : Pierre Vassiliu
- Montage : Pierre Gillette
- Image : Yves Dahan
- Lieu de tournage : Dordogne
- Date de sortie : 21 juin 1989
- Durée : 100 minutes

## Distribution
- Roland Giraud : Antoine
- Jean Carmet : Jeantou
- Lydia Galin : Adiza
- Odette Laure : Constance
- Jacques Rosny : Charles
- Jean-Paul Muel : Félicien
- Pierre Vassiliu : Amédée
- Laurence Sémonin : Victoire
- Maka Kotto : Youssouf
- Sidiki Bakaba : Mamadou
- Jacques Gamblin : Rémi
- Maaike Jansen : Constance